# Leon Cyfrowicz
Leon Cyfrowicz (ur. 1844 w Krakowie, zm. 22 lub 23 maja 1904 tamże) – polski prawnik, dziennikarz, profesor i sekretarz Uniwersytetu Jagiellońskiego.

## Życiorys
Urodził się w 1844 w Krakowie. W rodzinnym mieście ukończył gimnazjum oraz studia na Wydziale Prawa Uniwersytetu Jagiellońskiego. W 1864 był zastępcą powstańczego naczelnika Krakowa. Uzyskał tytuł naukowy doktora w 1869.  Od tego czasu przez 15 lat do 1884 pracował dla krakowskiego dziennika „Czas”, początkowo jako współpracownik, następnie jako redaktor. W 1879 habilitował się i został docentem w zakresie prawa administracyjnego na UJ. W 1881 został sekretarzem UJ, a w 1884 mianowany profesorem nadzwyczajnym UJ. Przez wiele lata na stanowisku sekretarza uczelni współpracował blisko z każdorazowym rektorem uniwersytetu, m.in. działał przy organizacji obchodów 500-lecia istnienia UJ w 1900. Przez ok. 20 lat był radnym Rady Miejskiej w Krakowie, należąc do stronnictwa konserwatywnego.
Na początku 1903 otrzymał papieski złoty krzyż Pro Ecclesia et Pontifice.
Zmarł 22 lub 23 maja 1904 w Krakowie, kilka dni po przejściu ataku apoplektycznego. Został pochowany na cmentarzu Rakowickim w Krakowie 25 maja 1904 (kwatera IIIb, płd.-wsch.)
Po śmierci Leona Cyfrowicza w kasie senatu akademickiego UJ stwierdzono brak kwoty 67 tys. koron, zaś za defraudację obarczono Cyfrowicza prowadzącego wyłącznie kasę senatu.

## Publikacje
- Kilka słów o działalności instytucyj dobroczynnych w Krakowie (1878)[1]
- Nowe przepisy egzaminacyjne dla kandydatów na nauczycieli w gimnazyach i szkołach realnych (1884)
- O ubóstwie ze stanowiska administracyjnego (1885)[1]
- Wykład austryackiego prawa administracyjnego (1889)[1]